# Anellozetes luteus
Anellozetes luteus är en kvalsterart som beskrevs av Hammer 1967. Anellozetes luteus ingår i släktet Anellozetes och familjen Humerobatidae. Inga underarter finns listade i Catalogue of Life.